# Draveil
Draveil település Franciaországban, Essonne megyében. Lakosainak száma 29 824 fő (2022. január 1.). Draveil Vigneux-sur-Seine, Athis-Mons, Ris-Orangis, Grigny, Juvisy-sur-Orge, Montgeron, Soisy-sur-Seine és Viry-Châtillon községekkel határos.

## Népesség
A település népességének változása:
| Lakosok száma | 28 687 | 29 300 | 29 558 | 28 833 | 28 741 | 28 602 | 28 595 | 29 173 | 29 824 |
|               | 2013   | 2015   | 2016   | 2017   | 2018   | 2019   | 2020   | 2021   | 2022   |